# Кавконы
Кавконы (др.-греч. Καύκωνες) — автохтонный протогреческий народ западной Анатолии, позднее мигрировавший в западную часть Греческого архипелага — в Аркадию, Трифилию (откуда их изгнали минийцы) и севернее, в Элиду.
У Гомера, вместе с лелегами и пеласгами — союзники троянцев. Исчезли (ассимилированы), по-видимому, в раннеантичный период.

## Античные источники

### Эпические произведения
Кавконы фигурируют в Илиаде (песнь X), когда троянский глашатай Долон сообщает о расположении союзников Трои:

К морю кариян ряды и стрельцов криволуких пеонов, 

Там же лелегов дружины, кавконов и славных пеласгов; 

Около Фимбры ликийцы стоят и гордые мизы, {430} 

Рать фригиян колесничников, рать конеборцев меонян.
В XX песни кавконы «вооружались, готовясь к войне» как союзники троянцев, и в этот момент герой Эней упал среди их рядов, куда его зашвырнул Посейдон, спасая от неизбежной смерти от рук Ахилла. Позднее Эней переселился на запад и стал одним из мифических предков латинского народа.
В более поздних эпосах кавконы рассматриваются как заслуживающие места в царстве потомков Нелея на юго-западе Греции. Предпринимались попытки (см. напр. Павсаний 4.1.5) создать легенду об «исторической» личности по имени Кавкон, который якобы был предком афинского клана Ликомидов (Lykomidai). Этот Кавкон, знаток религиозных обычаев, якобы преподавал искусство Элевсинских мистерий царице Мессене.
В «Одиссее» (3.366) Афина говорит Нестору в Пилосе, который готовился принести в жертву вола, что она сама обеспечит жертву:

Завтра ж с зарею пойти мне к народу отважных кавконов

Нужно, чтоб там заплатили мне люди старинный, немалый

Долг.
Возможно, речь идёт о жителях северной Элиды, от Бупрасиона до Диме (en:Dyme, Greece), которые, согласно Страбону, были кавконами. Их проникновение за пределы Аркадии (Страбон 7.7.1-2) и их претензии на происхождение от Ликаона Троянского или Лика (Аполлодор, Библиотека 3.8.1) объясняет их длительное упоминание в античной литературе. Павсаний ооставил описание резного изображения Кавкона, держазего в руке лиру, на одной из могил — возможно, это свидетельствует о поэтических традициях племени.
По мнению некоторых учёных, кавконы из en:Pylia (Hdt. 4.148, 1.147, 5.65) принесли в Колофон легенды о потомках Нелея и Nestor’s polemic exhortations. en:Mimnermus (fr. 9, 14-15, Strabo 14.1.3-4) their ancestor extended the traditional royal «we» of Homeric Nestor in his words of inspiration to Smyrnaeans fighting Lydian Gyges в долине реки Гермус (Павсаний 4.21.2, цитата en:Theoclus, Павсаний 5.8.7, 9.29.4).[что?]
Военачальник эпохи бронзового века Кукуннис (KWKWN), сын Ликоса (RWQQ), оставил обелиск с иероглифической надписью в честь губернатора Библоса; как правитель Вилусы (Илиона), he was commanded in correspondence by Hittite Муваталли II (отец Мурсили III), to «adopt an heir» named Алаксандус for the throne.[что?]
Кавконов не следует путать с киконами (также упомянутыми в «Илиаде» и «Одиссее») — фракийским племенем на южном побережье Фракии.

### Исторические произведения
Согласно Геродоту и другим классическим писателям, кавконов либо вытеснили, либо ассимилировали переселенцы из Вифинии — группа кланов из Фракии, говорившие на неизвестном индоевропейском языке. Фракийские вифинцы также изгнали или подчинили мисийцев, а также ряд мелких племён; одни лишь мариандины на северо-востоке от Вифинии сохранили культурную независимость. Страбон (12.3.3) указывает, что в более древние времена вифинцы назывались мисийцами — а те, согласно Геродоту (7.20, 75), вместе с тевкрами вторглись в северную Грецию (Фессалия) ещё до Троянской войны.